# Thonnelle
Pour les articles homonymes, voir Thonne (homonymie).
Thonnelle est une commune française située dans le département de la Meuse, en région Grand Est. Thonnelle fait partie de la Lorraine gaumaise.

## Géographie

### Hydrographie
La commune est dans le bassin versant de la Meuse au sein du bassin Rhin-Meuse. Elle est drainée par le ruisseau la Thonne, le ruisseau des Minières et le ruisseau Guerlette,.
La Thonne, d'une longueur de 11 km, prend sa source dans la commune de Thonne-la-Long et se jette  dans la Chiers à Vigneul-sous-Montmédy, après avoir traversé six communes. 

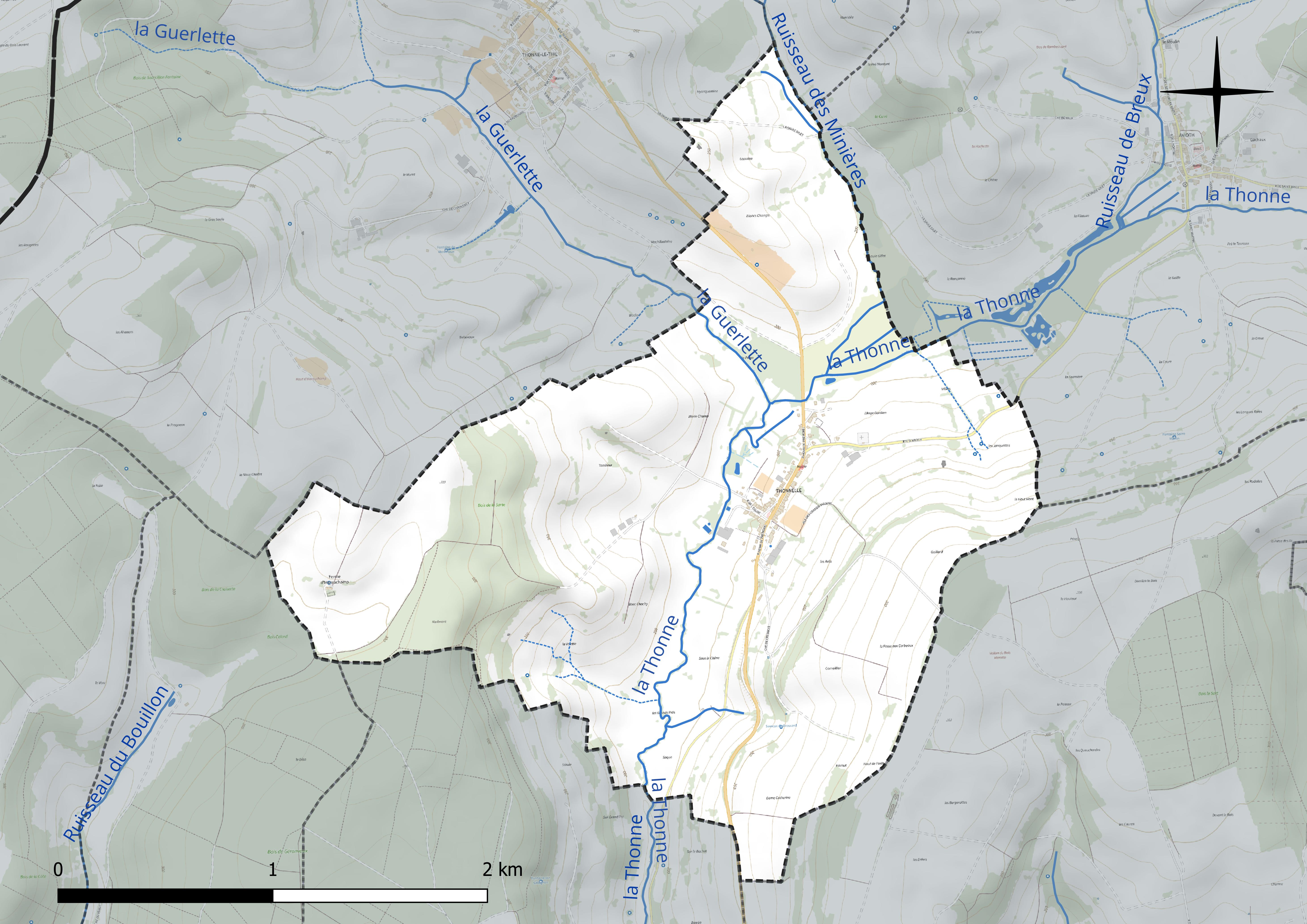
Réseau hydrographique de Thonnelle.

### Climat
Pour des articles plus généraux, voir Climat du Grand Est et Climat de la Meuse.
En 2010, le climat de la commune est de type climat de montagne, selon une étude du Centre national de la recherche scientifique s'appuyant sur une série de données couvrant la période 1971-2000. En 2020, Météo-France publie une typologie des climats de la France métropolitaine dans laquelle la commune est dans une zone de transition entre le climat océanique altéré et le climat océanique altéré et est dans la région climatique  Lorraine, plateau de Langres, Morvan, caractérisée par un hiver rude (1,5 °C), des vents modérés et des brouillards fréquents en automne et hiver. 
Pour la période 1971-2000, la température annuelle moyenne est de 9,3 °C, avec une amplitude thermique annuelle de 16 °C. Le cumul annuel moyen de précipitations est de 1 014 mm, avec 14 jours de précipitations en janvier et 9,6 jours en juillet. Pour la période 1991-2020, la température moyenne annuelle observée sur la station météorologique de Météo-France la plus proche, « Linay », sur la commune de Linay à 12 km à vol d'oiseau, est de 10,4 °C et le cumul annuel moyen de précipitations est de 969,0 mm. 
La température maximale relevée sur cette station est de 42 °C, atteinte le 25 juillet 2019 ; la température minimale est de −24 °C, atteinte le 9 janvier 1985,,. 
Les paramètres climatiques de la commune ont été estimés pour le milieu du siècle (2041-2070) selon différents scénarios d'émission de gaz à effet de serre à partir des nouvelles projections climatiques de référence DRIAS-2020. Ils sont consultables sur un site dédié publié par Météo-France en novembre 2022.

## Urbanisme

### Typologie
Au 1er janvier 2024, Thonnelle est catégorisée commune rurale à habitat dispersé, selon la nouvelle grille communale de densité à sept niveaux définie par l'Insee en 2022.
Elle est située hors unité urbaine et hors attraction des villes,.

### Occupation des sols
L'occupation des sols de la commune, telle qu'elle ressort de la base de données européenne d’occupation biophysique des sols Corine Land Cover (CLC), est marquée par l'importance des territoires agricoles (84,4 % en 2018), en diminution par rapport à 1990 (89,4 %). La répartition détaillée en 2018 est la suivante : 
prairies (63,7 %), terres arables (20,7 %), forêts (10,6 %), zones urbanisées (5 %). L'évolution de l’occupation des sols de la commune et de ses infrastructures peut être observée sur les différentes représentations cartographiques du territoire : la carte de Cassini (XVIIIe siècle), la carte d'état-major (1820-1866) et les cartes ou photos aériennes de l'IGN pour la période actuelle (1950 à aujourd'hui).

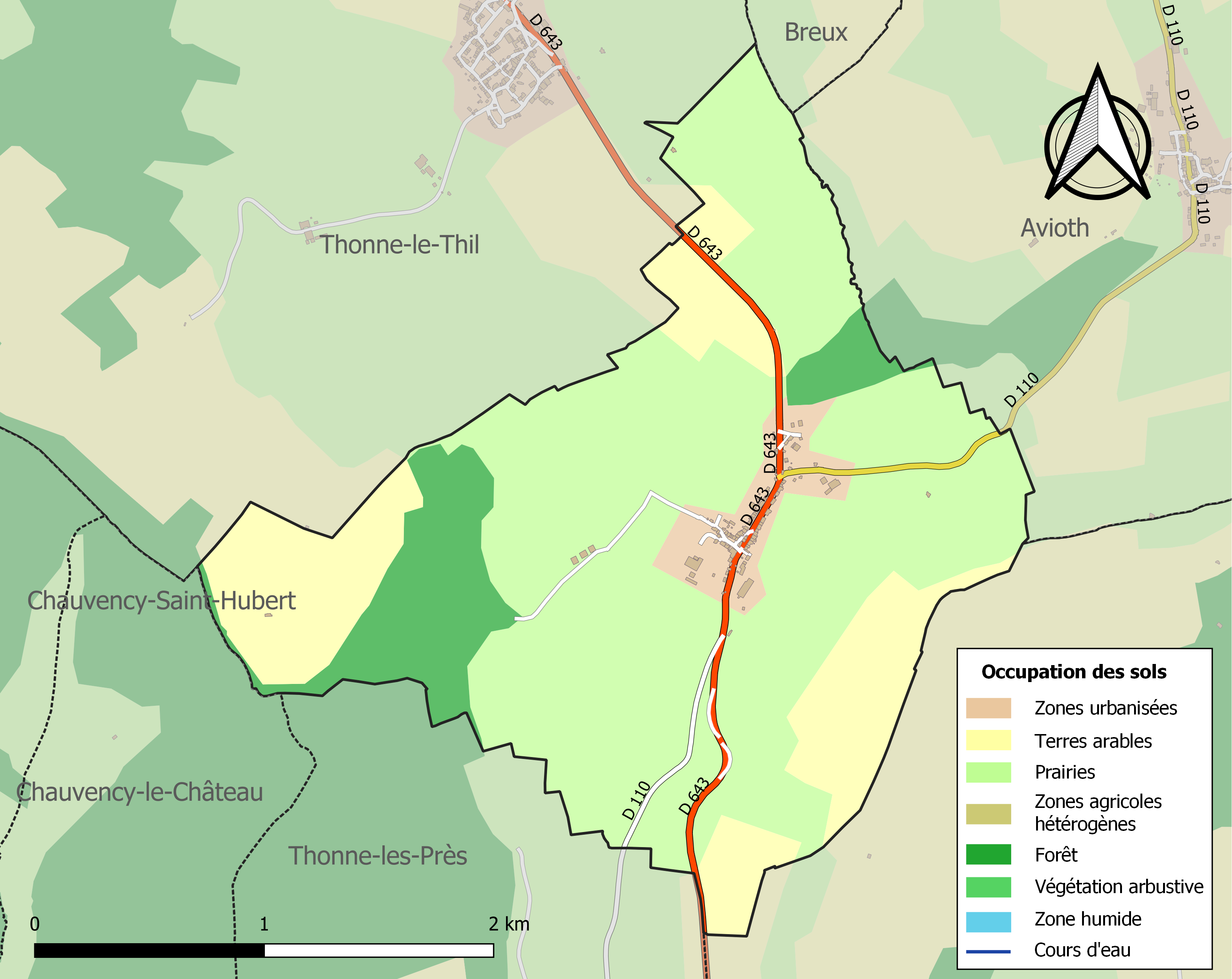
Carte des infrastructures et de l'occupation des sols de la commune en 2018 (CLC).

## Toponymie
Tonelle (1239), Tonnelle (1270), Todenella (1756)[réf. nécessaire].
Son nom s'explique par le celui de la rivière, la Thonne, qui prend sa source près de Virton, au Luxembourg belge. Elle naît à Sommethonne, entre en France à Thonne-la-Long. Elle est écrite avec deux orthographes, la Tone à sa source, puis en passant la frontière elle prend son orthographe la plus connue, la Thonne.

Diminutif du nom de la rivière Thonne.

## Histoire

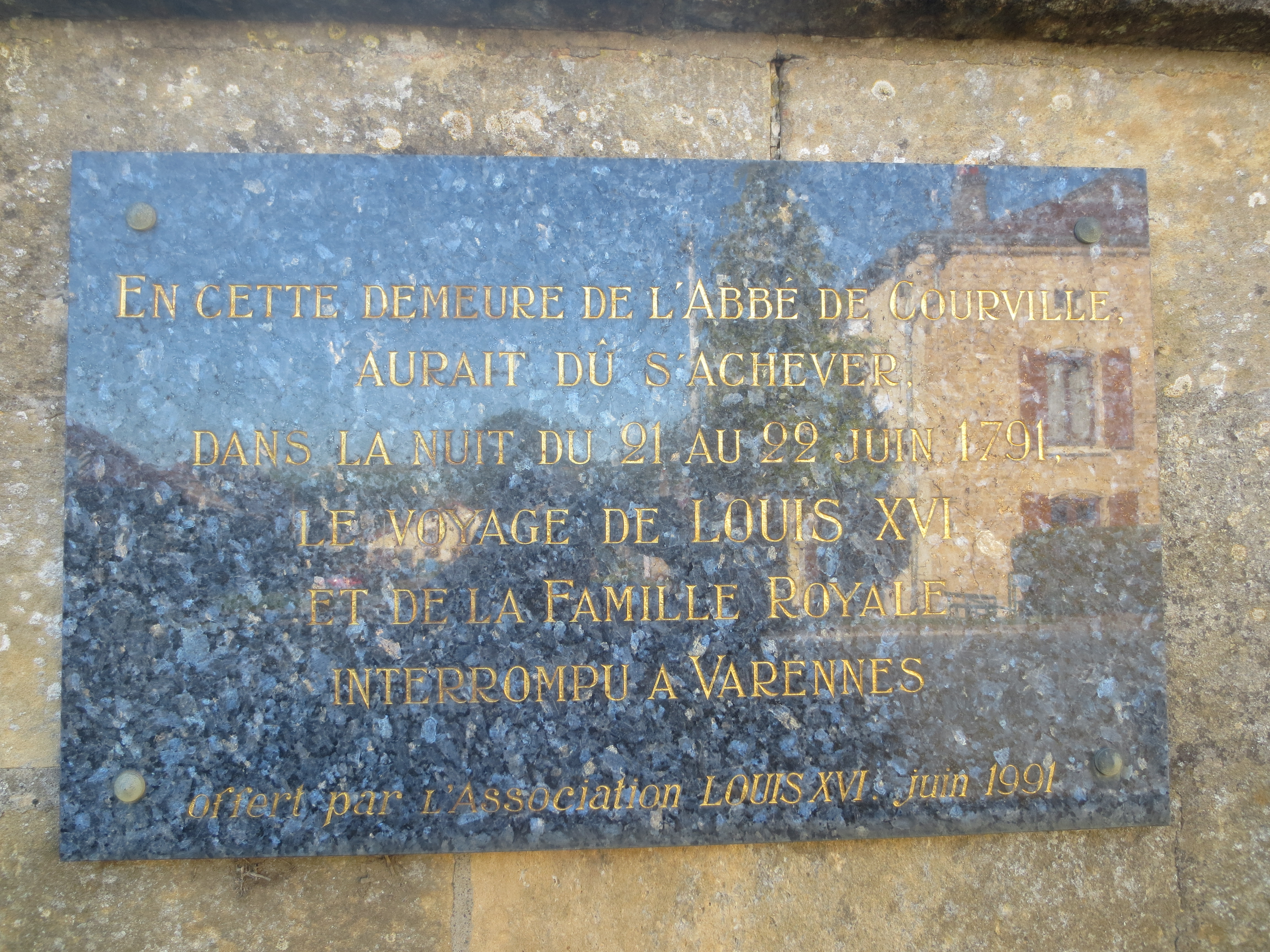
Plaque sur la clôture de la demeure de l'abbé de Courville

C'est au château de Thonnelle (demeure de l'abbé de Courville) que Louis XVI aurait dû être hébergé à l'issue de sa fuite du 21 juin 1791, stoppée à Varennes-en-Argonne.

## Politique et administration
| Période                                  | Période                   | Identité                                | Étiquette | Qualité                                                                     |
| ---------------------------------------- | ------------------------- | --------------------------------------- | --------- | --------------------------------------------------------------------------- |
| Les données manquantes sont à compléter. |                           |                                         |           |                                                                             |
| 1901                                     | Mai 1902                  | Albert Lefébure                         | Rad.      | Ancien préfet                                                               |
| 1907                                     | 24 septembre 1924 (décès) | Albert Lefébure                         | Rad.      | Préfet honoraire Député (1906-1914) Conseiller général de Meuse (1907-1914) |
| mars 2001                                | mars 2014                 | Yves Adnet                              |           |                                                                             |
| mars 2018                                | En cours (au 25 mai 2020) | Éric Emo Réélu pour le mandat 2020-2026 |           | Maire                                                                       |

## Population et société

### Démographie
L'évolution du nombre d'habitants est connue à travers les recensements de la population effectués dans la commune depuis 1793. Pour les communes de moins de 10 000 habitants, une enquête de recensement portant sur toute la population est réalisée tous les cinq ans, les populations de référence des années intermédiaires étant quant à elles estimées par interpolation ou extrapolation. Pour la commune, le premier recensement exhaustif entrant dans le cadre du nouveau dispositif a été réalisé en 2008.

En 2022, la commune comptait 115 habitants, en évolution de −21,23 % par rapport à 2016 (Meuse : −4,4 %, France hors Mayotte : +2,11 %).
| 1793 | 1800 | 1806 | 1821 | 1831 | 1836 | 1841 | 1846 | 1851 |
| ---- | ---- | ---- | ---- | ---- | ---- | ---- | ---- | ---- |
| 274  | 204  | 306  | 312  | 321  | 335  | 345  | 331  | 327  |

| 1856 | 1861 | 1866 | 1872 | 1876 | 1881 | 1886 | 1891 | 1896 |
| ---- | ---- | ---- | ---- | ---- | ---- | ---- | ---- | ---- |
| 328  | 367  | 345  | 306  | 322  | 297  | 275  | 249  | 216  |

| 1901 | 1906 | 1911 | 1921 | 1926 | 1931 | 1936 | 1946 | 1954 |
| ---- | ---- | ---- | ---- | ---- | ---- | ---- | ---- | ---- |
| 224  | 222  | 211  | 182  | 165  | 162  | 220  | 152  | 183  |

| 1962 | 1968 | 1975 | 1982 | 1990 | 1999 | 2006 | 2008 | 2013 |
| ---- | ---- | ---- | ---- | ---- | ---- | ---- | ---- | ---- |
| 194  | 214  | 182  | 150  | 124  | 139  | 141  | 142  | 155  |

| 2018 | 2022 | - | - | - | - | - | - | - |
| ---- | ---- | - | - | - | - | - | - | - |
| 122  | 115  | - | - | - | - | - | - | - |

## Culture locale et patrimoine

### Lieux et monuments

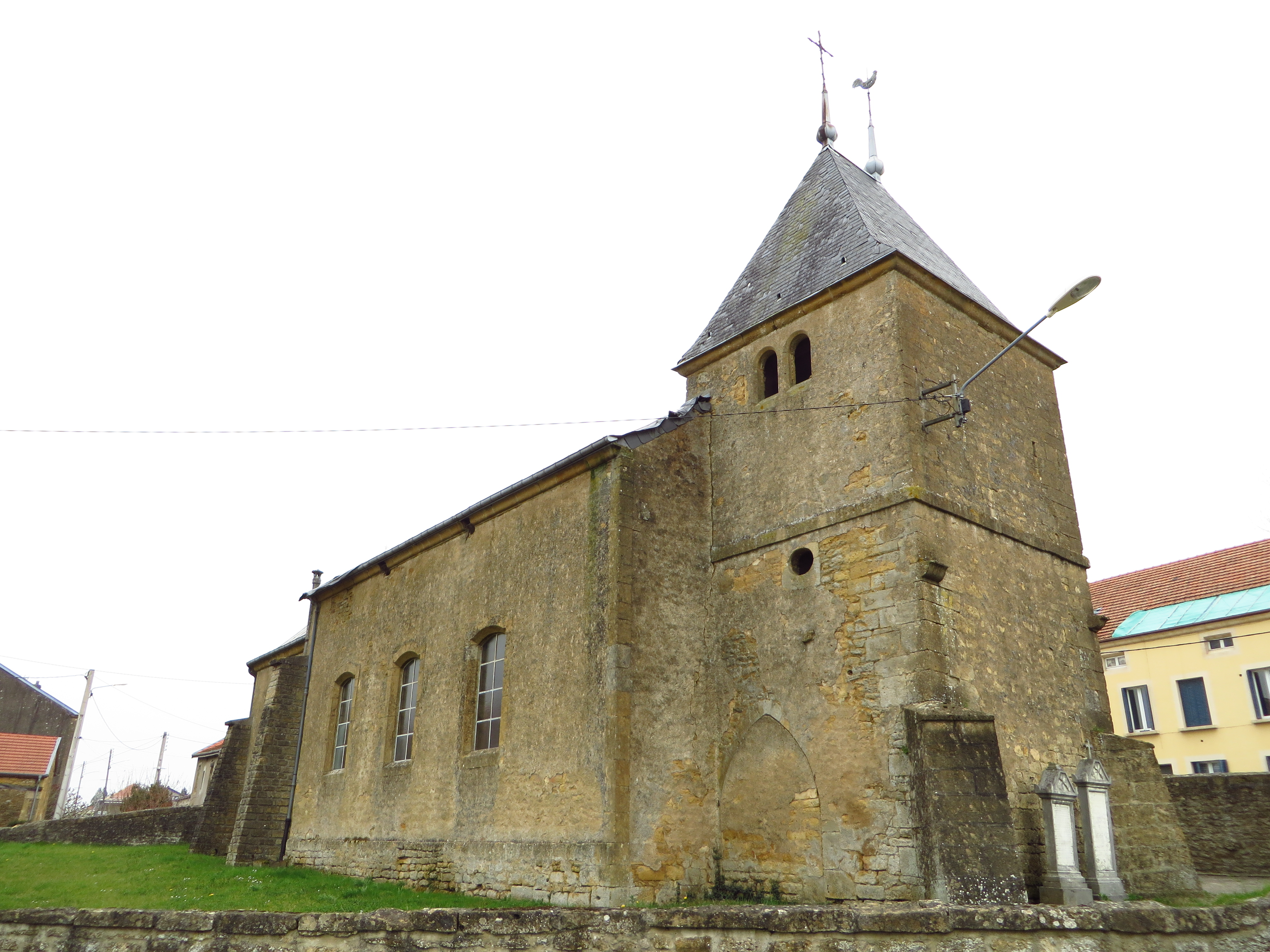
L'église Saint-Hilaire.

- Le petit ouvrage de Thonnelle du secteur fortifié de Montmédy de la ligne Maginot.
- L'église Saint-Hilaire (XVIe siècle).

### Héraldique
| Blason de Thonnelle | Blason  | Parti : au 1er de gueules à l'enceinte carrée bastionnée aux angles, vue de dessus, d'argent et enfermant une croisette recroisetée au pied fiché d'or, au 2e d'azur à la volute de crosse d'or ; au chef d'or à la bande de gueules chargée de trois alérions d'argent. |
| Blason de Thonnelle | Détails | Le statut officiel du blason reste à déterminer. |